# Guardie al Taj
Guardie al Taj (Guards at the Taj) è un'opera teatrale del drammaturgo statunitense Rajiv Joseph, portata al ed debutto a New York nel 2015 e vincitrice dell'Obie Award alla migliore opera teatrale.

## Trama
Agra, 1648. Humayun e Babur sono guardie imperiale di basso livello con il compito di stare davanti al Taj Mahal in costruzione senza mai girarsi a guardarlo. Humayun prende molto seriamente il suo compito, non abbassa mai la spada, non si volta e non parla, mentre Babur continua sempre a infrangere il silenzio con i suoi sogni e piani stravaganti. Ma le leggi imperiali sono severe e la punizione per la loro infrazione è la morte per supplizio dell'elefante. L'imperatore Mogul Shah Jahan sta facendo costruire il Taj come mausoleo per la moglie preferita, ma il cantiere è circondato da un muro, per impedire al mondo di osservare la grande bellezza che stanno costruendo al suo interno.
Nonostante le loro differenze, Humayun e Babur sono amici da quando servirono insieme nell'esercito e il primo sopporta volentieri il chiacchiericcio del compagno. Humayun rivela a Babur uno strano segreto, che l'architetto Ustad Isa ha chiesto allo shah di lasciare che i ventimila operai che hanno lavorato al progetto possano fare un tour del Taj completato prima di abbandonare il progetto. Ma la richiesta non fa altro che provocare l'orgoglio sfrenato dello shah, che asseconda la richiesta con una clausola crudele: agli operai creatori di tanta bellezza verrà amputata la mano.
Spetta a Humayun e Babur il compito di amputare ventimila mani, un lavoro che al suo termine li lascia traumatizzati e scossi. Babur comincia a covare pensieri sediziosi, ma Humayun non riesce a concepire un mondo diverso dal crudele dominio dello shah; il ragazzo ha un altro, spaventoso compito: deve amputare la mano anche a Babur, colpevole di essersi voltato per ammirare il Taj in costruzione e per aver parlato male di Jahan.

## Debutto internazionale
La pièce esordì all'Atlantic Theater Company del Linda Gross Theater dell'Off Broadway con anteprime a partire dal 19 maggio 2015 e prima ufficiale il 1 giugno; il dramma rimase in cartellone fino al 27 giugno. Amy Morton curava la regia, mentre Arian Moayed e Omar Metwally interpretavano Babur e Hymayun. Il dramma vinse tre Obie Award: alla migliore opera teatrale americana e ai due attori, e quattro Lucille Lortel Award, alla migliore opera teatrale, miglior scenografia (Tim Mackabee), migliori luci (David Weiner) e miglior sound design (Rob Milburn e Michael Bodeen).
La prima europea del dramma è andata in scena al Bush Theatre di Londra dal 18 aprile al 20 maggio 2017. Jamie Lloyd curava la regia, mentre Darren Kuppman e Danny Ashok interpretavano Babur e Hymayun.
Il Singapore Repertory Theatre ha messo in scena la pièce a Singapore dal 14 novembre al 1 dicembre 2018, con la regia di Jo Kukathas e Ghafir Akbar e Jay Saighal nel ruolo dei duoi protagonisti. La prima italiana dell'opera è invece del 2021, quando il dramma, intitolato Guardie al Taj ha fatto il suo debutto al Teatro dell'Elfo di Milano, dove rimane in cartellone dal febbraio al marzo 2021. La pièce è stata tradotta in italiano da Monica Capuani e si avvale della regia di Elio de Capitani, mentre i due protagonisti sono interpretati da Enzo Curcurù ed Alessandro Lussiana.